# 格列欽齊
49°29′23″N 27°31′7″E / 49.48972°N 27.51861°E
赫雷欽齊（烏克蘭語：Гречинці）是位於烏克蘭西部的村莊，由赫梅利尼茨基州裡赫梅利尼茨基區的萊蒂奇夫市鎮負責管轄。該村始建於1735年，面積2.45平方公里，海拔高度320米，2001年人口705，人口密度每平方公里287.8人。